# Melipona fasciata
Melipona fasciata är en biart som beskrevs av Pierre André Latreille 1811. Melipona fasciata ingår i släktet Melipona och familjen långtungebin. Inga underarter finns listade i Catalogue of Life.